# Śląska Biblioteka Cyfrowa
Śląska Biblioteka Cyfrowa (ŚBC) – regionalna biblioteka cyfrowa, której zasób współtworzony jest przez instytucje z terenu historycznego Śląska oraz obecnych województw: śląskiego, opolskiego i małopolskiego. Celem powstania Śląskiej Biblioteki Cyfrowej jest promowanie kultury i nauki oraz zapewnienie powszechnego i swobodnego dostępu do dziedzictwa kulturowego zgromadzonego w instytucjach kulturalnych i edukacyjnych regionu.
Zasób publikowany w ŚBC jest dostępny wszystkim niekomercyjnym użytkownikom nieodpłatnie w zakresie jego kopiowania, warunki komercyjnego wykorzystania zamieszczonych w ŚBC publikacji zależą od decyzji każdego z uczestników – właściciela cyfrowej publikacji. Każdy z nich zachowuje prawa do swojej publikacji i decyduje np. o okresie jej udostępniania. Uczestnicy publikują cyfrowy zasób na równych prawach, decydując autonomicznie o wyborze i liczbie umieszczonych w ŚBC publikacji.
ŚBC jest włączona do Federacji Bibliotek Cyfrowych, za pośrednictwem której można dotrzeć do publikacji umieszczonych w innych regionalnych i instytucjonalnych bibliotekach cyfrowych. Zasoby ŚBC są również widoczne w Europeanie.
ŚBC ma charakter otwarty i mogą przystępować do niej instytucje sfery kultury, nauki i edukacji, które utożsamiają się z celami jej działania. Obecnie zasób współtworzy 69 instytucji, tj. biblioteki i wydawnictwa uczelni państwowych i niepublicznych, biblioteki publiczne, archiwum, muzea, teatry, opera, regionalne stowarzyszenia, inne samorządowe instytucje kultury, związek wyznaniowy oraz firma.
ŚBC jest obecnie największą pod względem zasobu regionalną biblioteką cyfrowa w Polsce.

## Historia
Śląska Biblioteka Cyfrowa powstała 20 lipca 2006 w Katowicach, dzięki porozumieniu uczestników-założycieli: Biblioteki Śląskiej oraz Uniwersytetu Śląskiego. Porozumienie o cyfrowej archiwizacji, ochronie i prezentacji zbiorów podpisali: rektor UŚ prof. Janusz Janeczek i dyrektor BŚ prof. Jan Malicki.
W ŚBC znajdują się m.in. cyfrowe publikacje prezentujące piśmiennictwo, do którego dostęp jest ograniczony ze względu na jego zabytkową wartość. W ramach swoich kolekcji ŚBC prezentuje: dziedzictwo kulturowe Śląska, narodowe, europejskie i światowe dziedzictwo zgromadzone na Śląsku, publikacje regionalne, piśmiennictwo naukowe oraz materiały dydaktyczne.
Kolekcje specjalne to: publikacje dotyczące Kresów (szczególnie Lwowa), judaika, masonika oraz publikacje bibliofilskie.
W dniu 27 września 2006 miało miejsce symboliczne otwarcie ŚBC (posiadającej wówczas ok. 600 publikacji), którego dokonał Wicemarszałek Województwa Śląskiego Sergiusz Karpiński.
Od dnia 24 października 2006 ŚBC działa w oparciu o otwarte „Porozumienie o współtworzeniu ŚBC”, przyjęte przez instytucje deklarujące udział w inicjatywie.
11 grudnia 2009 cyfrowe zbiory ŚBC zostały udostępnione w Europejskiej Bibliotece Cyfrowej Europeana.
23 maja 2018 roku, we współpracy z Polską Fundacją Morską, wydzielono Kolekcję Morską, realizowaną w ramach programu operacyjnego Polskiej Fundacji Morskiej: Morska Biblioteka Cyfrowa.